# 日本に恋した、フラメンコ
日本に恋した、フラメンコ（にほんにこいした、フラメンコ、英語：Kimono Sevillanas）は、日本の47都道府県の名所で、和装でフラメンコ（セビジャーナス）を踊る映像プロジェクト。映像は2020年1月にYouTubeに公開された。

## 概要
2018年11月４日よりより2019年10月18日にかけて撮影が行われ、47都道府県より79教室および団体、総勢770名が参加した。フラメンコダンサー永田健が企画・撮影・監督。映像編集は第2制作株式会社が担当。

## 撮影地
スカイツリー（東京都）、時の鐘（埼玉県）、笠森観音（千葉県）、サドヤワイナリー（山梨県）、ロイヤルウィング、三保の松原（静岡県）、大阪城（大阪府）、ホテルナゴヤキャッスル（愛知県）、石舞台古墳（奈良県）、志摩地中海村（三重県）、熊野古道（和歌山県）、原爆ドーム（広島県）、阿波おどり会館（徳島県）、栗林公園（香川県）、内子座（愛媛県）、首里城 守礼門（沖縄県）、二見ヶ浦（福岡県）、酢屋の坂（大分県）、吉野ケ里公園（佐賀県）、壱岐島 小島神社、鳥取砂丘（鳥取県）、桂浜（高知県）、青島神社（宮崎県）、仙厳園（鹿児島県）、熊本城（熊本県）、元乃隅神社（山口県）、旧大社駅（島根県）、竹田城跡（兵庫県）、吉備津神社（岡山県）、浮御堂（滋賀県）、足利學校（栃木県）、赤城山 覚満淵（群馬県）、高岡大仏（富山県）、飛騨の里（岐阜県）、奈良井宿（長野県）、旧小澤家住宅（新潟県）、真如堂（京都府）、ディノパーク（福井県）、天日陰比咩神社（石川県）、赤レンガ庁舎（北海道）、明治村 教育資料館（宮城県）、あぶくま洞（福島県）、ナマハゲ（秋田県）、葦毛崎展望台（青森県）、袋田の滝（茨城県）、羽黒山五重塔（山形県）、奇跡の一本松（岩手県）

## 後援
日本フラメンコ協会、スペイン大使館、杵築市観光協会　千葉日報社　山梨日日新聞社　奈良新聞社　伊勢新聞社　愛媛新聞社　徳島新聞社　沖縄タイムス社 宮崎日日新聞社　高知新聞社　山陰中央新報社　新日本海新聞社　熊本日日新聞社　中国新聞社　信濃毎日新聞社　岐阜新聞社　岐阜放送 神戸新聞社　新潟日報社　福井新聞社　福島民報社　東奥日報社　岩手日報社 秋田魁新報社　山形新聞　山形放送　茨城新聞社